# Açude Edson Queiroz
Açude Edson Queiroz ou Açude do Serrote é um açude brasileiro no estado do Ceará.
Está construído sobre o leito do rio Groaíras no município de santa Quitéria. Suas obras, concluídas em 1987, fora realizadas pelo DNOCS.
Sua capacidade é de 250.500.000 m³.